# Ребро (село)
Ребро (болг. Ребро) — село в Болгарии. Находится в Перникской области, входит в общину Брезник. Население составляет 85 человек.